# Crown Entity
Crown Entity ist der generelle Terminus für diverse staatliche Unternehmen oder Institutionen in Neuseeland. Die Crown Entities sind rechtlich getrennt von der Krone als oberstes Staatsorgan, arbeiten unabhängig, sind aber fiskalisch mit in den Staatshaushalt eingebunden und werden von den zuständigen Ministern, die unternehmensrechtlich als Anteilseigner eingetragen sind, kontrolliert und gesteuert. Die Entities sind in fünf unterschiedliche Kategorien unterteilt und wurden im Jahre 2004 mit dem Crown Entities Act 2004 (Act, engl. für Gesetz) entsprechend definiert.

## Crown Entity Kategorien
- Statutory entities – Unternehmen, die über ein entsprechendes Gesetz gegründet worden sind.[2] Diese Unternehmen wurden ihrerseits noch einmal in drei unterschiedliche Kategorien unterteilt:
  - Crown agent – muss direkt Regierungspolitik nach Vorgaben des zuständigen Ministers umsetzen.[3]
  - Autonomous Crown entity (ACE) – muss Regierungspolitik berücksichtigen, wenn von einem Minister geleitet.[4]
  - Independent Crown entity (ICE) – ist generell unabhängig von Regierungspolitik.[5]
- Crown entity companies – Unternehmen, die über den Companies Act 1993 gegründet wurden und sich zu 100 % im staatlichen Besitz befinden.[6]
- Crown entity subsidiaries – Unternehmen, die über den Companies Act 1993 gegründet wurden und sich zu 100 % oder in Teilen im Besitz von Crown entity companies befinden, also deren Tochterunternehmen sind.[7]
- School boards of trustees – eine Art Schulämter, die über den Teil 9 des Education Act 1989 definiert sind.[8]
- Tertiary education institutions – Tertiäre Bildungseinrichtungen, wie Colleges für Allgemeinbildung, Polytechnics, spezielle Colleges, Universitäten und Wānangas (Bildungseinrichtungen mit Māori-kulturellem Kontext), die über den Teil 14 des Education Act 1989 definiert sind.[9]